# Obidosus trocaraincola
Obidosus trocaraincola is een hooiwagen uit de familie Stygnidae. De originele naamcombinatie (protoniem) was Protimesius trocaraincola Pinto-da-Rocha, 1997, maar vervolgens gewijzigd.